# Mains d'œuvres
Pour l’article homonyme, voir Main-d'œuvre.
Mains d’œuvres est un centre culturel multidisciplinaire basé à Saint-Ouen-sur-Seine depuis 2001.

## Historique

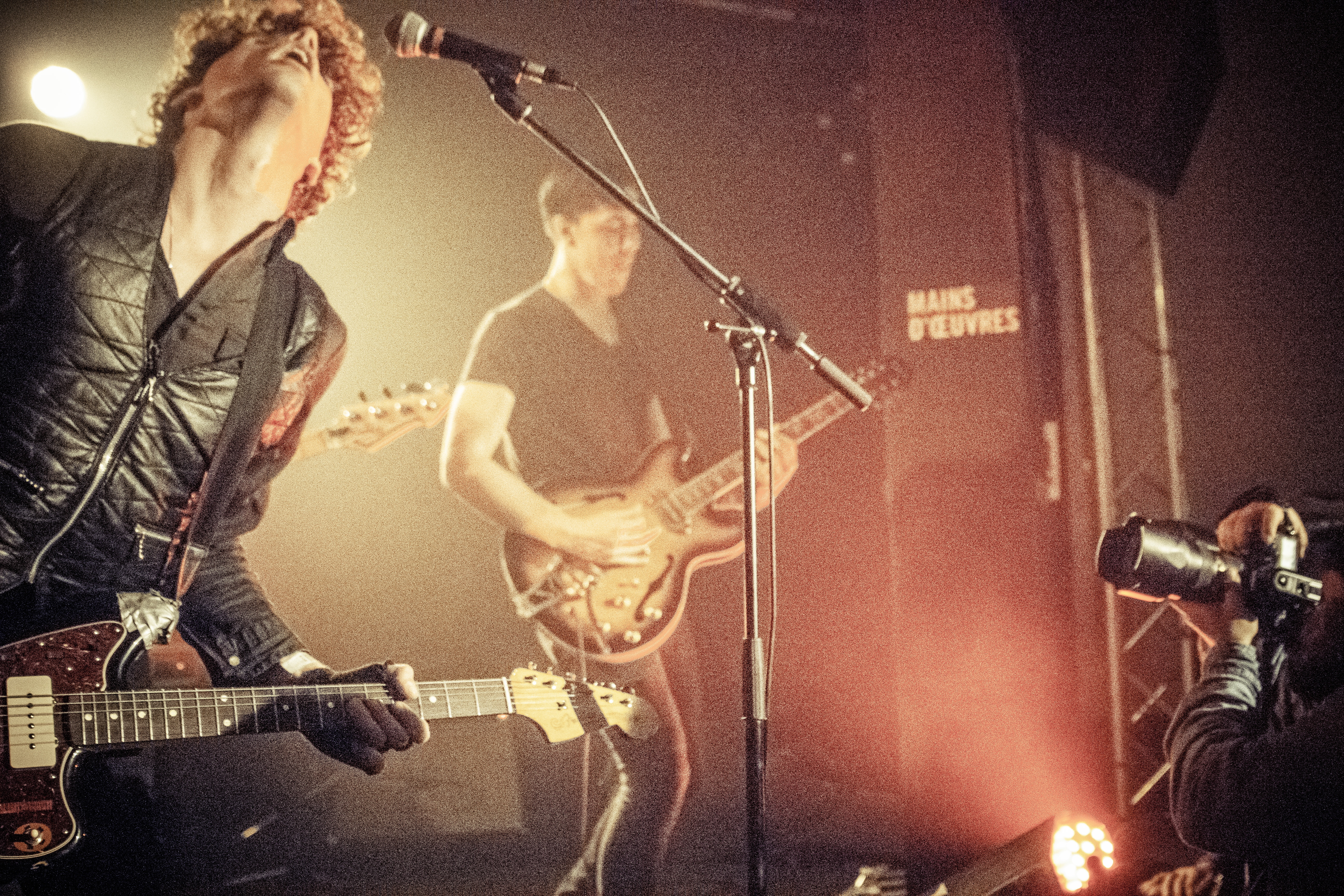
Festival Mo'fo en 2014.

### Création
Le projet créé par Fazette Bordage et Christophe Pasquet démarre en 1997 à la suite d'un accord avec les élus communistes de la mairie de Saint-Ouen, propriétaire d'une friche de 4 000 m2 qui appartenait à Valeo qui se situe près du marché aux puces. Ce lieu sera aménagé pour devenir un centre culturel. L'objectif est de « Compléter l'offre culturelle locale ; toucher les jeunes de Saint-Ouen, les acteurs innovants ».
Le centre démarre son activité en 2001 et s'impose rapidement dans le paysage culturel underground, notamment à travers son festival, le Mo'fo.
Un incendie endommage les lieux en 2010.

### Conflit avec la mairie
En 2014, l'élection du nouveau maire William Delannoy (UDI) remet en cause le projet, il arrête les subventions (91 000 euros annuels) et souhaite récupérer les lieux pour y installer le conservatoire municipal. Il considère que le lieu profite plus aux Parisiens qu'aux Audoniens. En 2017, il ne renouvelle pas le bail qui se termine à la fin de l'année.
La direction de l'association propose de racheter les locaux, ou de cohabiter avec le conservatoire. Mains d’œuvres est alors soutenu par la ministre de la Culture Françoise Nyssen, la présidente de la région Valérie Pécresse, et le président du département Stéphane Troussel. Mais les tentatives de compromis n'ayant pas abouti, le conflit devient une bataille juridique.
Le 2 juillet 2019, le tribunal de grande instance de Bobigny condamne l'association à évacuer les lieux, mais celle-ci fait appel. Le matin du mardi 8 octobre 2019, sans attendre la délibération de la cour d'appel prévue le 3 décembre, les occupants sont expulsés par les forces de l’ordre. L'accès au bâtiment étant condamné, 70 personnes se retrouvent au chômage technique (25 temps pleins) et 250 artistes sont privés de leur matériel. Le ministre de la culture Franck Riester déclare alors souhaiter mettre en place une médiation « dès que possible ».
L’évènement provoque une incompréhension et une mobilisation chez des habitants et des artistes, et plusieurs personnalités politiques réagissent alors que les prochaines élections municipales sont prévues dans quelques mois. Des collectifs culturels dénoncent plus généralement le sort subi par les tiers-lieux,.
Le 15 janvier 2020, l'expulsion est annulée pour vice de procédure par tribunal judiciaire de Bobigny, cela permet à l'association de réintégrer les locaux pour 18 mois.
L'arrivée d'une nouvelle équipe municipale marque la fin du conflit.

## Activité

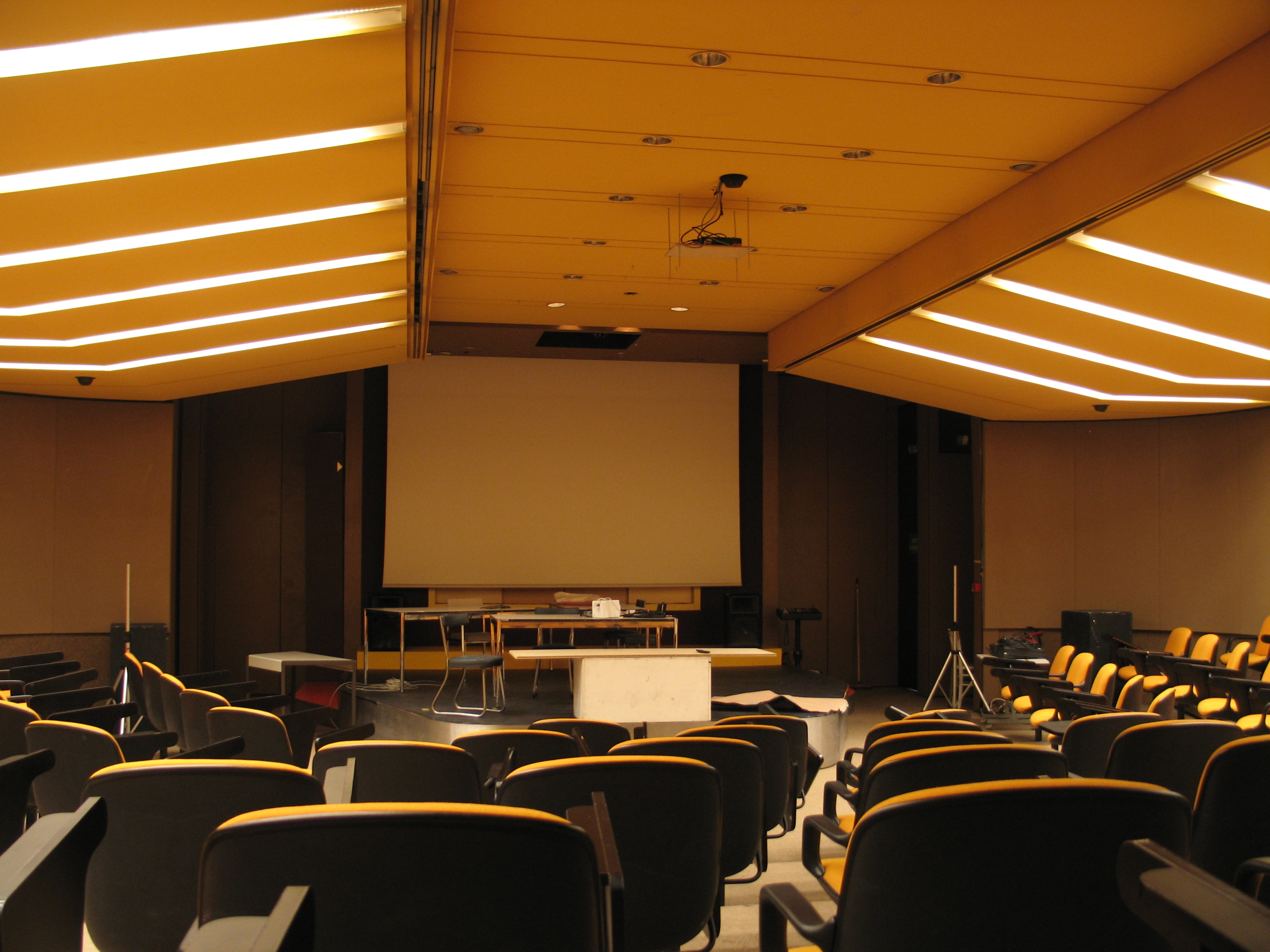
Salle de conférence Star Trek.

Le site accueille 25.000 visiteurs annuels en proposant des cours de danse, des expositions, des conférences et des concerts. Il loue également des studios de répétition et organise des cours de musiques pour 300 élèves.
Le lieu emploie 25 salariés à temps plein, et accueille 250 artistes en résidence artistique, comme notamment Frustration.
Le rayonnement du centre dépasse les frontières de la ville, notamment grâce au festival Mo'fo, initialement orienté anti-folk, qui accueille des artistes alternatifs comme Herman Dune, ou Daniel Johnston.